# Eclissi solare dell'8 luglio 1842
L'eclissi solare dell'8 luglio 1842 si estese dal Portogallo attraverso la Spagna, la Francia meridionale, l'Italia settentrionale, l'Impero austriaco, l'Impero russo fino all'Impero Cinese. La più lunga durata dell'eclissi solare, con 4 minuti e 5 secondi, fu raggiunta in prossimità della città kazaka di Öskemen. L'eclissi solare dell'8 luglio 1842 appartiene al ciclo di Saros 124.

## Osservazioni

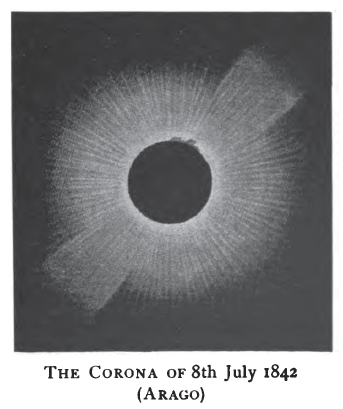
Corona solare fotografata da François Arago a Perpignano

A Perpignano, nel sud della Francia, dove al primo mattino l'oscurità totale durò 2 minuti e 17 secondi, il fisico francese François Arago riferì: 

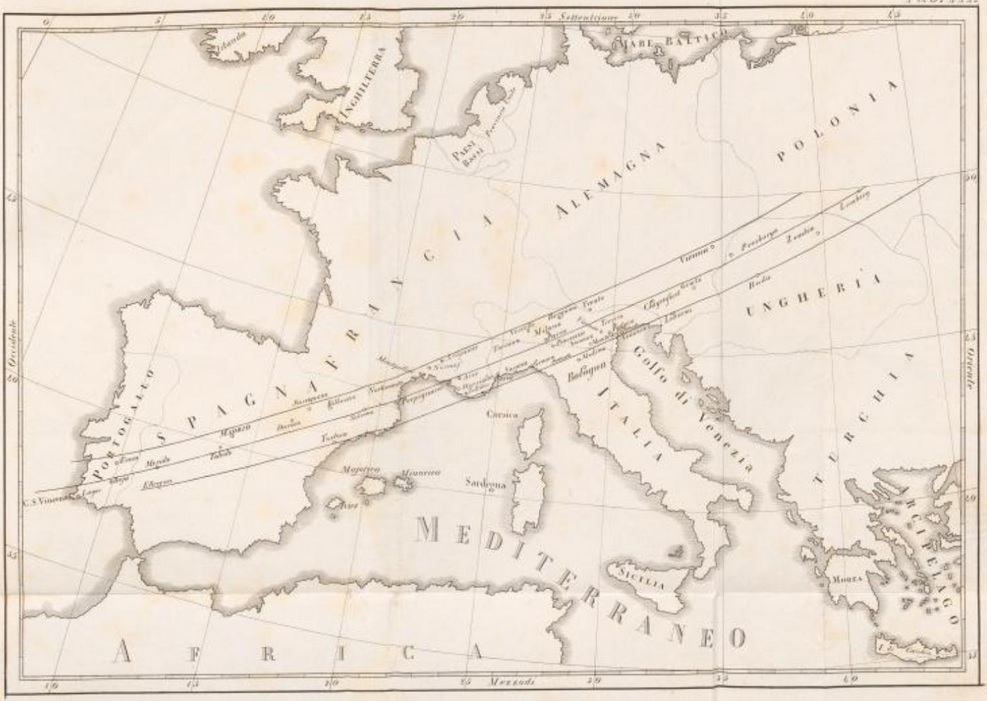
Percorso europeo dell'eclissi (Gaetano Ceschi, 1842)

Quella del 1842 fu la prima eclissi solare osservata dall'inglese George Biddell Airy, astronomo reale dell'osservatorio di Greenwich, che descrisse le cosiddette ombre volanti, ovvero che all'approssimarsi della totalità fu vista una strana fluttuazione di luce sulle pareti e sul terreno, tanto impressionante che in alcuni luoghi i bambini la inseguirono e cercarono di afferrarla con le loro mani.
Grazie alle buone condizioni meteorologiche, l'eclissi totale fu osservata lungo tutto il corso del fiume Po e dei suoi affluenti fino a Ficarolo, con l'esclusione di parte della provincia di Rovigo e del circondario di Chioggia. In particolare fu osservata delle specole di Torino, Milano, Padova e Venezia.
Francis Baily osservò l'eclissi solare totale dall'Italia, focalizzando la sua attenzione sulla corona solare e sulle prominenze e le identificò come parte dell'atmosfera del Sole. L'effetto dell'eclissi solare ora chiamato grani di Baily prende il nome in suo onore dopo la sua corretta spiegazione del fenomeno nel 1836.
L'eclissi del 1842 è ampiamente descritta da Antonio Stoppani nel celebre libro Il Bel Paese pubblicato nel 1876.

## Nella cultura di massa

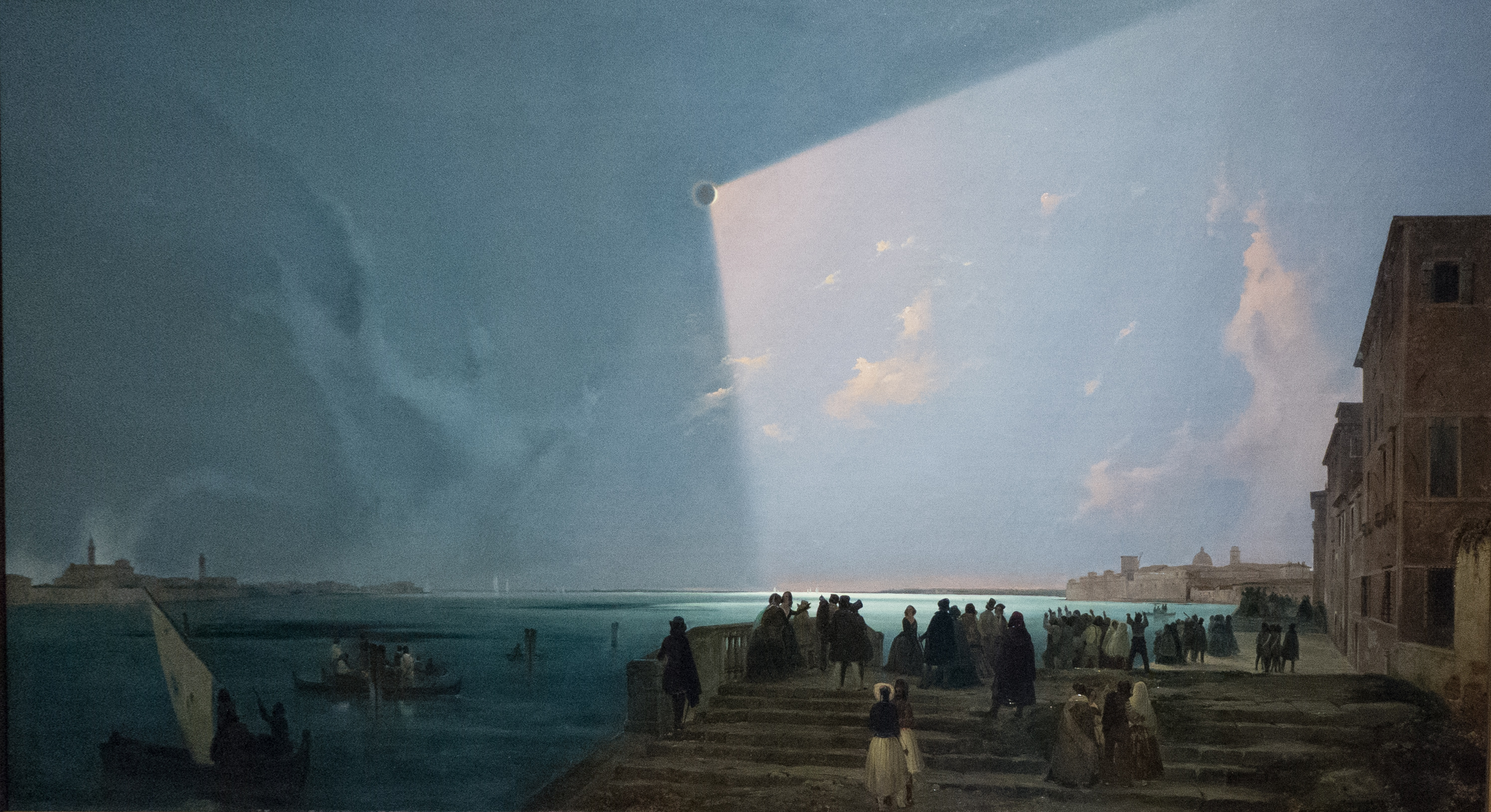
Ippolito Caffi, Eclisse di sole alle Fondamenta Nove (1842)

Il pittore veneziano Ippolito Caffi assistette al fenomeno alle Fondamente Nove, immortalandolo in un dipinto in stile romantico: 
(Ippolito Caffi, Lettera ad Antonio Tessari, 8 luglio 1842)
Altri pittori romantici che dipinsero l'eclissi del 1842 furono Giovanni Renica, Carl August Eckerlin, Leander Russ e Rudolf von Alt.

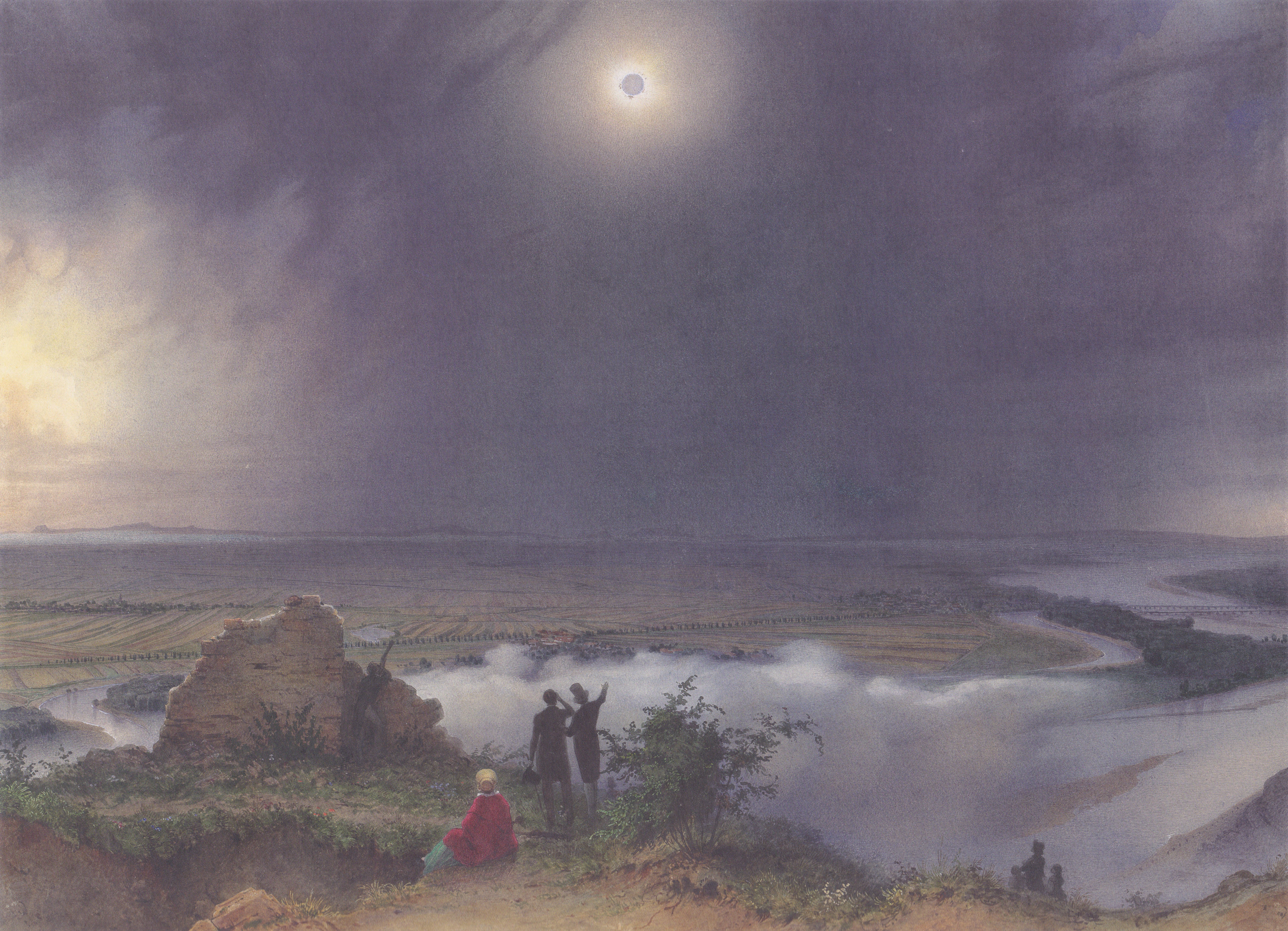
Leander Russ, L'eclissi solare dell'8 luglio 1842
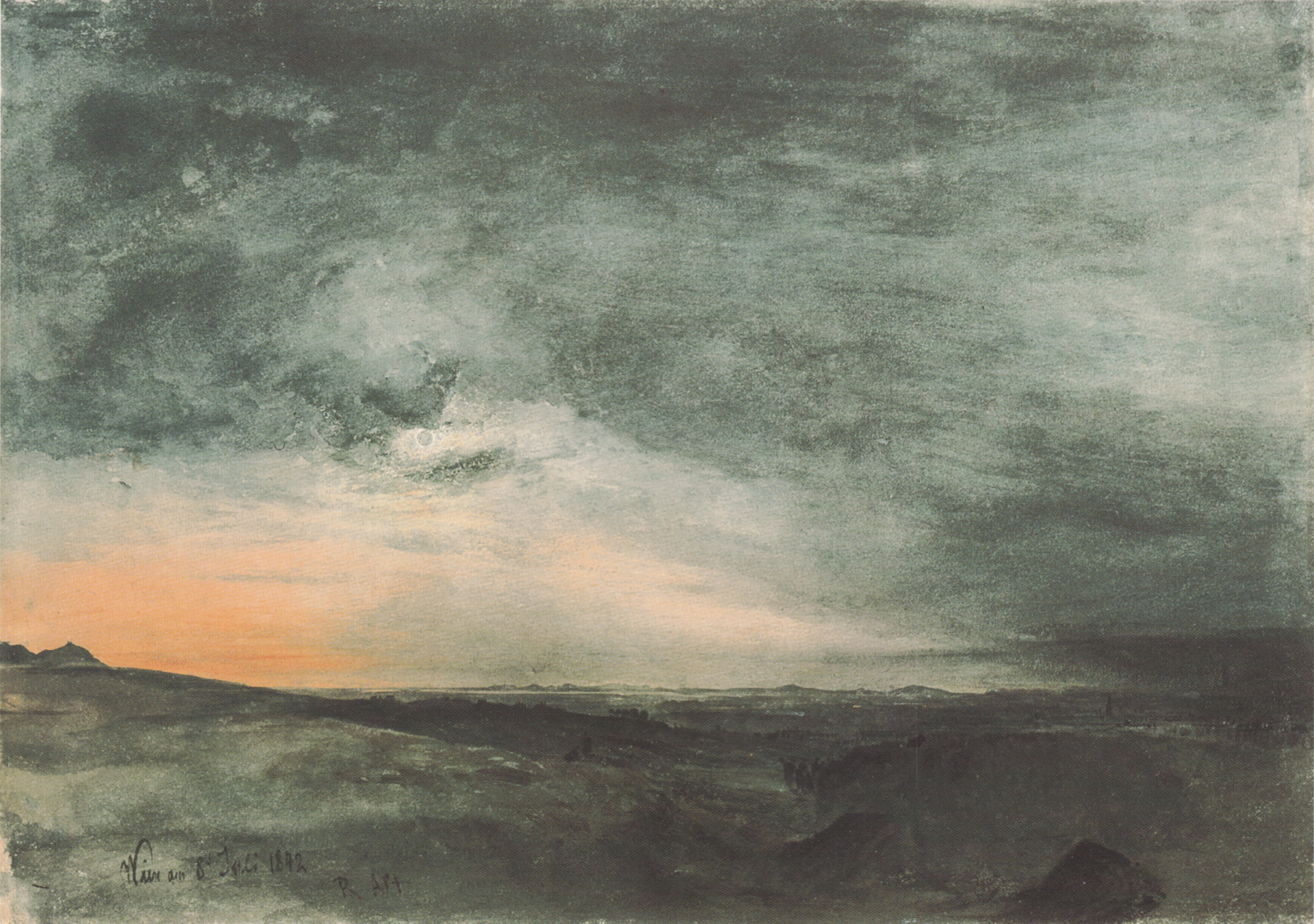
Rudolf von Alt, Eclissi solare a Vienna, 1842